# Joffrey Michel

a Compétitions nationales et continentales officielles uniquement.

b Matchs officiels uniquement.
Joffrey Michel né le 4 mars 1987 à Arles, est un joueur français de rugby à XV évoluant au poste d'arrière.

## Biographie
Natif d'Arles, formé au RC Châteaurenard, puis au Castres olympique,, Joffrey Michel joue avec l'USA Perpignan de 2008 à 2016. Il joue son premier match contre Clermont. Avec le club catalan, il est champion de France en 2009.
Durant son passage à l'USAP, il rejoint équipe de France de rugby à sept avec laquelle Il compte plusieurs sélections. Lors de son dernier match avec l'USAP à XV il marque un essai et est élu homme du match.
En juin 2016, il rejoint le Montpellier Hérault Rugby. Cependant, à la fin de la saison 2016-2017, alors qu'il est encore sous contrat avec le club héraultais, le président Mohed Altrad lui signifie qu'il ne sera pas conservé dans l'effectif la saison suivante. Néanmoins après avoir été écarté du club montpelliérain, il s'engage à nouveau avec le MHR en juillet 2017 en tant que joker médical de Vincent Martin.
En mars 2020 il est victime d'une fracture du poignet droit avec déplacement de l'os contre Grenoble. Il se blesse à nouveau en octobre 2020, il est victime d'une rupture totale du ligament croisé antérieur du genou droit  5 minutes après son entrée en jeu lors du match Oyonnax-Montauban. Cette blessure le tiendra éloigné des terrains pendant plus de 6 mois. Il prend sa retraite de joueur de rugby professionnel en 2022.
Suite à sa carrière professionnelle, il a réalisé une année au sein de l'équipe amateur de Saint-Jean-de-Luz olympique en 2022-2023.

## Palmarès
- Championnat de France de rugby à XV :
  - Champion : 2009 avec l'USA Perpignan.